# Sint-Bartholomeuskerk (Kortemark)

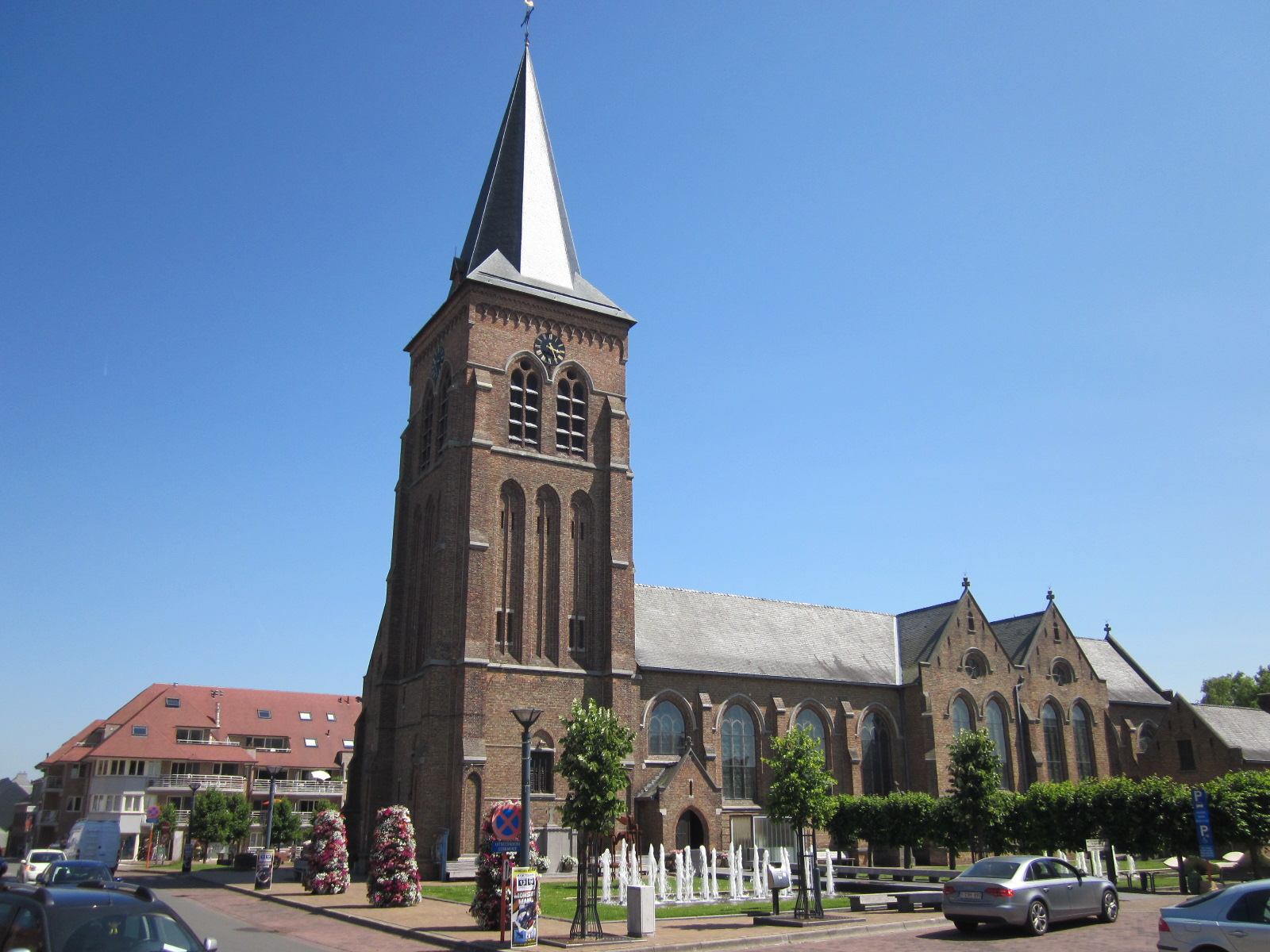
Sint-Bartholomeuskerk

De Sint-Bartholomeuskerk is de parochiekerk van de West-Vlaamse plaats Kortemark, gelegen aan de Markt 22.

## Geschiedenis
De archieven van de Sint-Salvatorabdij te Ename getuigen van een bedehuis te Kortemark dat al voor 1085 aanwezig was. Deze abdij kreeg in 1085 het proosdijschap over deze kerk, welke in 1566 tijdens de Beeldenstorm werd verwoest. In 1571 was de kerk weer in functie en werden vijf altaren gewijd. Omstreeks 1580 werd de kerk opnieuw verwoest, nu door de Geuzen. Rond 1610 begon de herbouw in gele baksteen. De mogelijk 15e-eeuwse vieringtoren werd gehandhaafd. In 1642 werden twee altaren gewijd, waarvan één aan Sint-Bartholomeus en de ander aan Onze-Lieve-Vrouw. Hert derde koor zou nog niet herbouwd zijn, maar omstreeks 1650 was de kerk volledig hersteld. Tijdens de Franse overheersing eind 18e eeuw raakte de kerk in verval, en van 1848-1849 werd een nieuwe kerk, iets westelijker, gebouwd naar ontwerp van Pierre Buyck. De oude vieringtoren werd opnieuw gebruikt, maar nu als westtoren. In 1917 werd de kerktoren opgeblazen, waarbij ook de kerk ernstig beschadigd raakte. Op het eind van de Eerste Wereldoorlog was de kerk vrijwel geheel verwoest.
In 1923-1925 werd een nieuwe kerk opgetrokken, iets noordelijker dan het verwoeste bouwwerk. Architect was Thierry Nolf. Deze kerk was groter en leek niet op de voorganger.

## Gebouw
Het betreft een driebeukige hallenkerk in neogotische stijl, welke niet georiënteerd is en een naar het noorden gericht portaal bezit. De toren heeft een vierkante plattegrond en een zeskante spits en bevindt zich in de noordelijke oksel van de (kortere) westbeuk en de middenbeuk. De kerk heeft dubbel transeptarmen en een driezijdig afgesloten koor. Tegen de oostbeuk is een vijfkante doopkapel gebouwd. De glas-in-loodramen zijn van 1925 en werden vervaardigd door Hendrik Coppejans.

## Interieur
Het interieur wordt overwelfd door een tongewelf.
De kerk bezit nog een beeldje van Onze-Lieve-Vrouw van Edewalle van omstreeks 1500. Het orgel is van 1963 en werd vervaardigd door de firma Loncke.

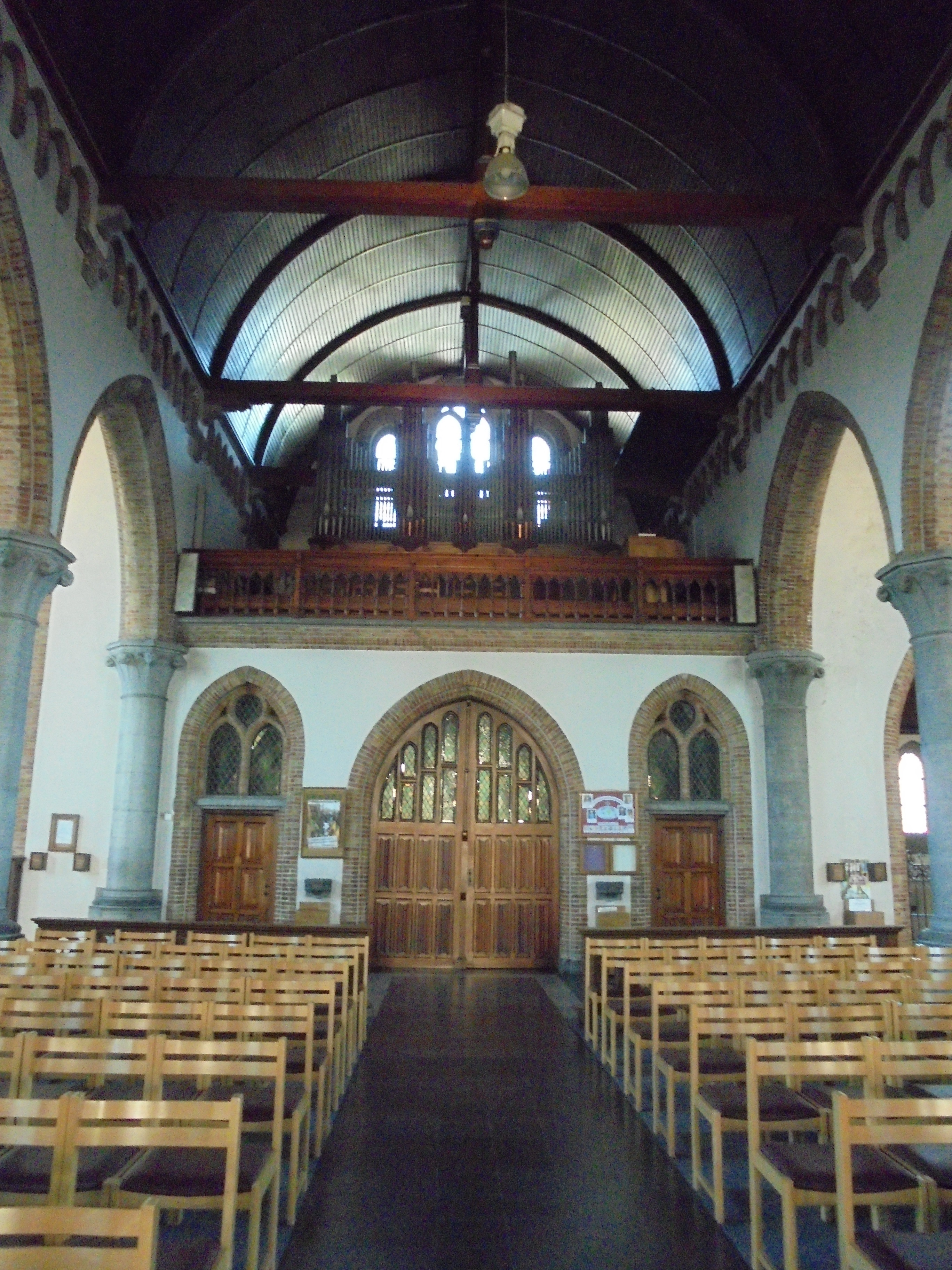
Interieur
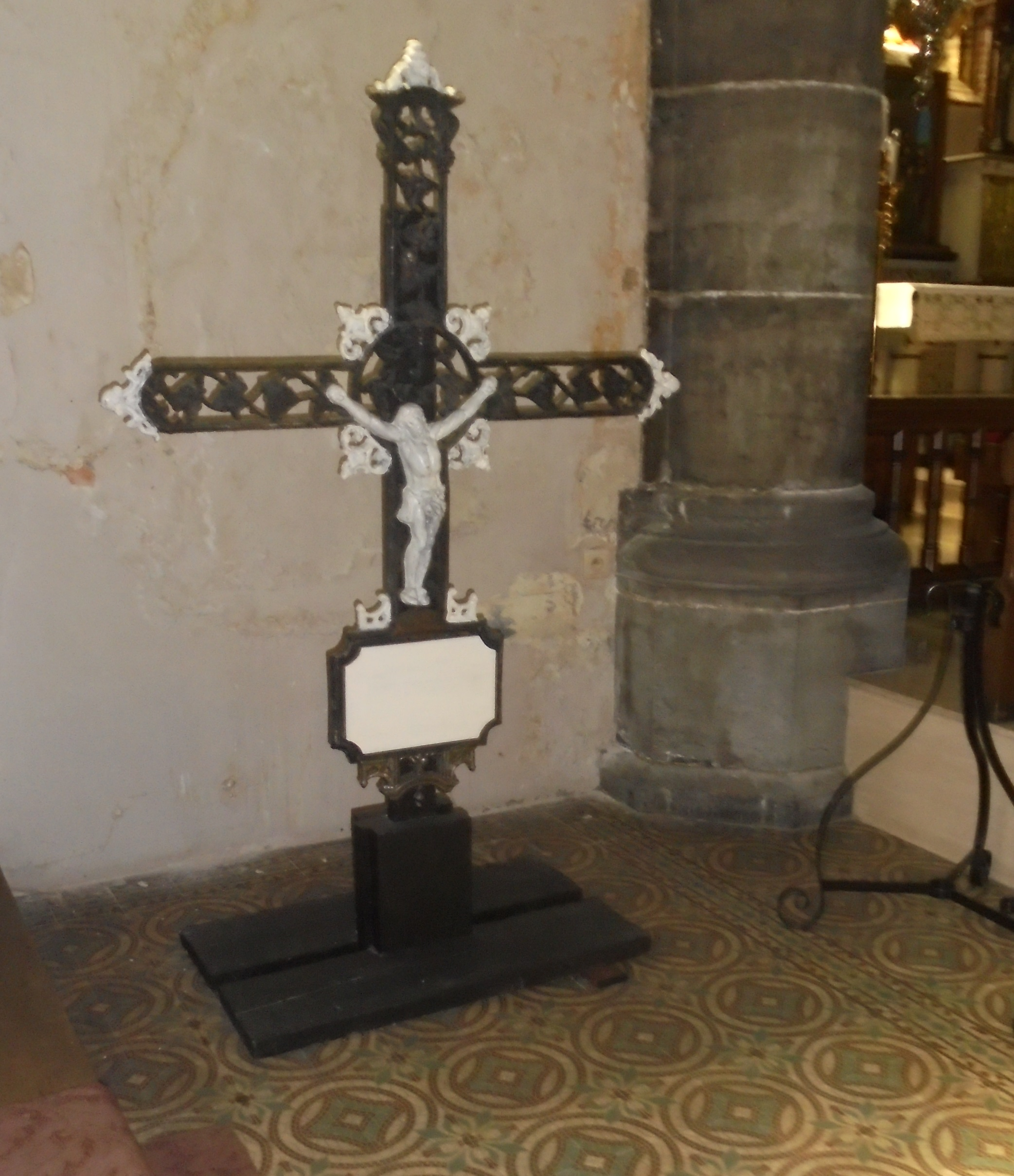
Oude grafzerk